# Czubik

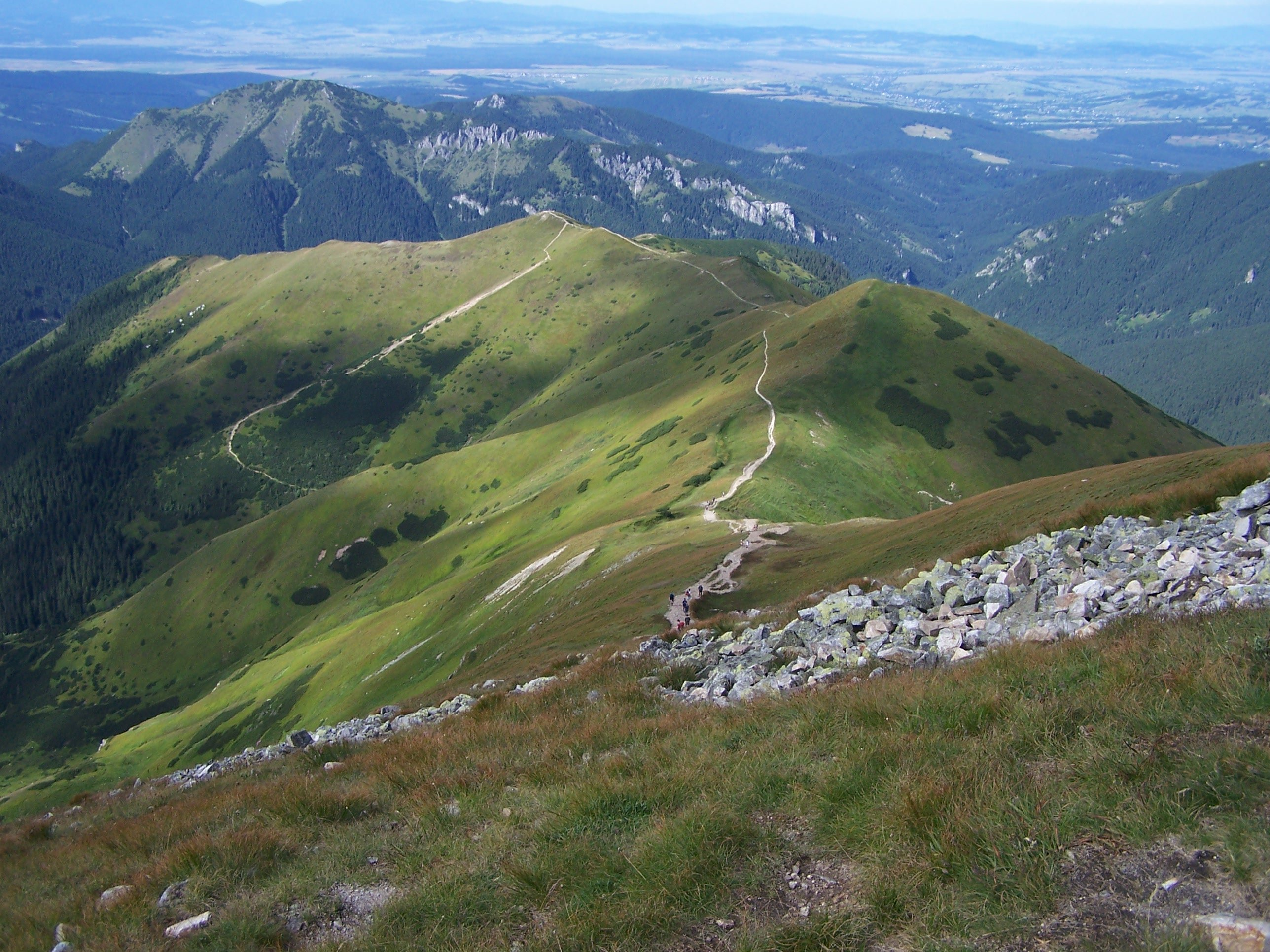
Czubik i Trzydniowiański Wierch. W głębi Bobrowiec

Czubik (1845 m) – niewybitny szczyt w Tatrach Zachodnich. Znajduje się na bocznym, północnym grzbiecie Kończystego Wierchu. Grzbiet ten oddziela Dolinę Starorobociańską od Doliny Jarząbczej. Czubik znajduje się pomiędzy Kończystym Wierchem (2002 m), oddzielony od niego Dudową Przełęczą (1815 m) i Trzydniowiańskim Wierchem (1768 m), od którego oddzielony jest Przełęczą nad Szyją (1754 m).
Grzbiet Czubika i zbocza są zaokrąglone i stosunkowo łagodne. W górnej części są trawiaste i zarastające kępami kosodrzewiny. Wśród traw dominuje sit skucina, bliźniczka psia trawka, liczne są duże kępy borówek (występują tu trzy ich gatunki). Szczególnie efektownie wyglądają jesienią, gdy przebarwiają się na różne kolory.
Na wschodnich stokach, opadających do Doliny Starorobociańskiej znajduje się Dudowy Kocioł i Dudowe Stawki, a jeszcze poniżej nich zbocza podcięte są skalnymi, stromymi ścianami Dudowych Turni ze żlebem Wielkiej Szczerby, którym spływa woda z Dudowych Stawków i w którym znajduje się wodospad. Do Doliny Jarząbczej natomiast opada z Czubika grzęda Przykrej Kopy oddzielająca Wąskie Żlebki z licznymi źródłami w dolnej części od Żlebu spod Czubika.

## Szlaki turystyczne
– zielony szlak z Trzydniowiańskiego Wierchu na Kończysty Wierch. Szlak turystyczny nie prowadzi wierzchołkiem Czubika, lecz trawersuje grzbiet po zachodniej jego stronie.
- Czas przejścia z Trzydniowiańskiego Wierchu na Czubik: 15 min, ↓ 10 min
- Czas przejścia z Czubika na Kończysty Wierch: 35 min, ↓ 30 min